# Tunel Cu Chi

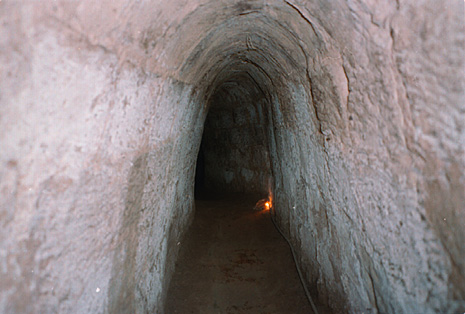
Tunel Cu Chi

Tunel de Cu Chi este un sistem de tuneluri, la 70 km nord-vest de Saigon (Ho Și Min (oraș)), Vietnam. Durata inițială a acestor tunele a fost de peste 200 de km, dar numai 120 km sunt pastrate acum. Vietcong-ul a construit aceste tunele în timpul războiului din Vietnam. Au fost spitale, bucatarii, dormitoare, camere de întâlnire,, arsenalele în aceste tuneluri. În 1968, Vietcong-ul a atacat de la Saigon aceste tuneluri. Astazi, tuneluri de Kuching este o destinație pentru turiști.